# Baikiaea

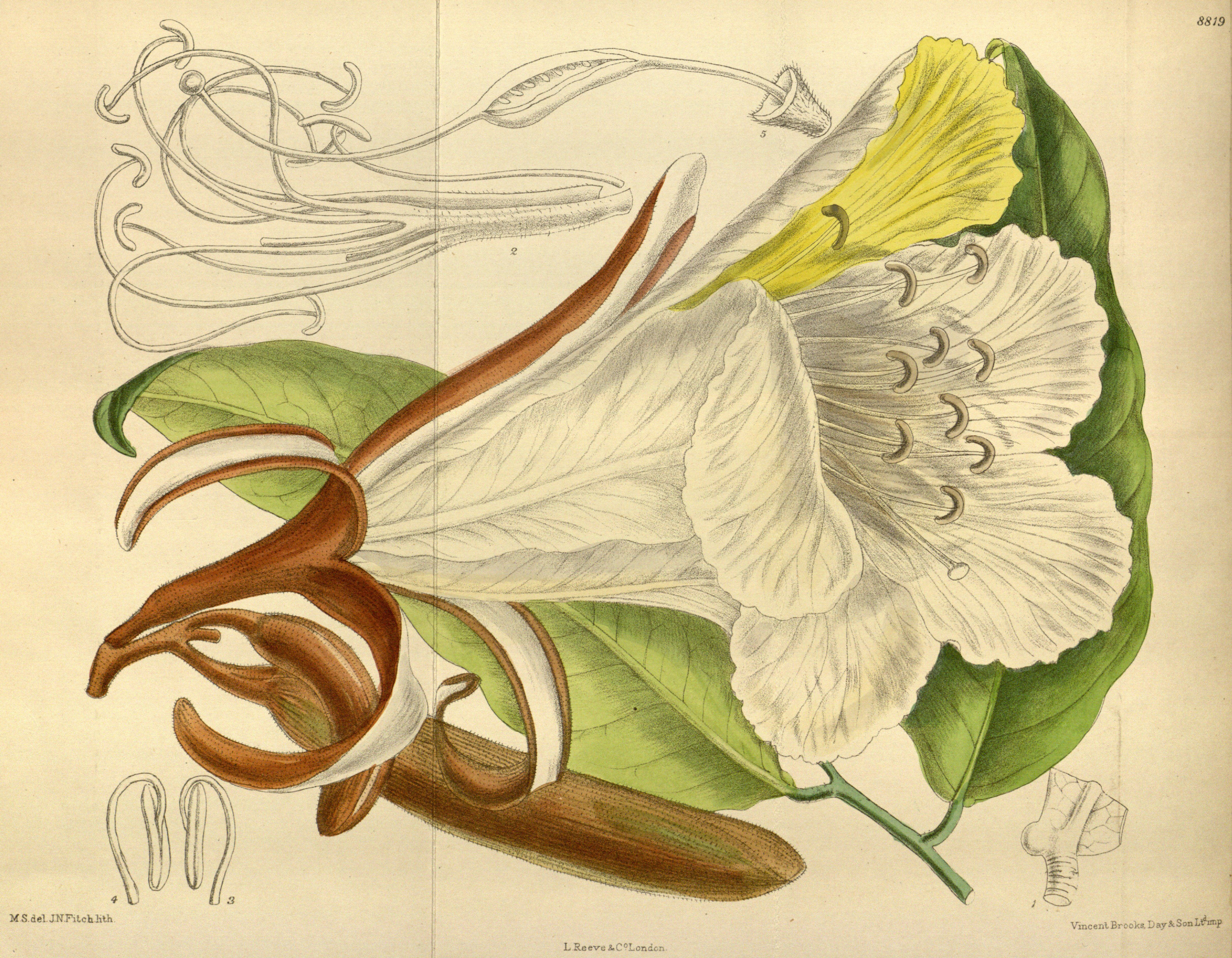
Kresba květu Baikiaea insignis

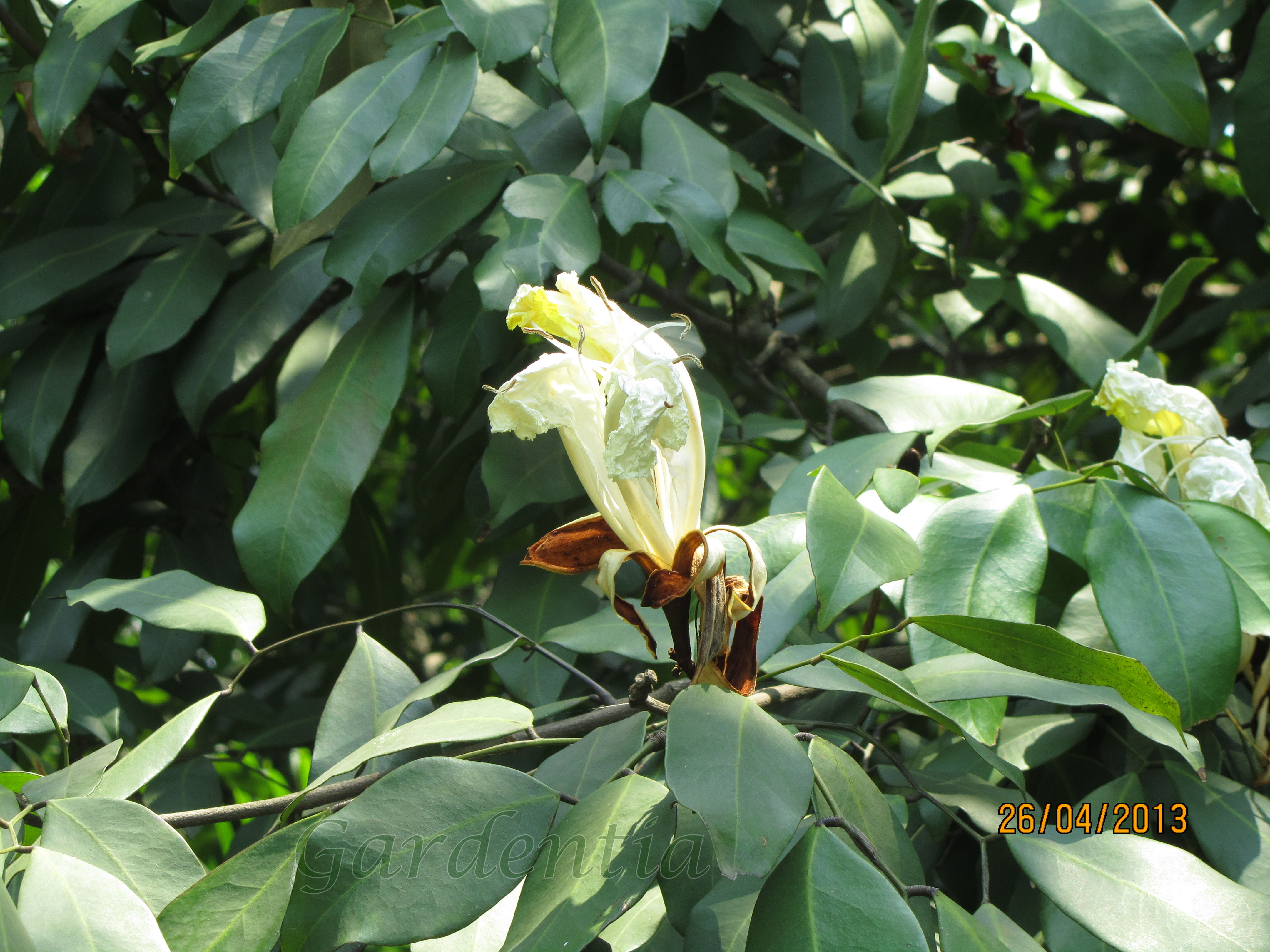
Kvetoucí B. insignis

Baikiaea je rod rostlin z čeledi bobovité. Jsou to stálezelené nebo řidčeji stromy se zpeřenými listy a nápadnými květy. Plodem je plochý lusk. Rod zahrnuje 7 druhů. Většina druhů roste v tropických deštných lesích rovníkové Afriky. Druh Baikiaea plurijuga je dominantní dřevinou suchých savanových lesů oblasti Kalahari a poskytuje atraktivní a ceněné dřevo, známé jako rhodesian teak. Pro dřevo se těží i druh Baikiaea insignis z rovníkové Afriky.

## Popis
Zástupci rodu Baikiaea jsou beztrnné, stálezelené nebo řidčeji (B. plurijuga) opadavé stromy. Listy jsou lichozpeřené nebo sudozpeřené, většinou se střídavými lístky. Na ploše lístků nejsou prosvítavé žláznaté tečky. Květy jsou oboupohlavné, stopkaté, obvykle velké, dvouřadě uspořádané v úžlabním nebo vrcholovém hroznu. Kalich je čtyřčetný. Koruna je složena z 5 lístků, z nichž 4 jsou si tvarem a barvou podobné a pátý je užší, zaoblenější a často jinak zbarvený. Okraje korunních lístků jsou zkrabacené. Tyčinek je 10. Semeník je stopkatý, plstnatý, obsahuje 1 až mnoho vajíček a nese prodlouženou čnělku zakončenou obvykle štítnatou bliznou. Plodem je zploštělý, dřevnatý lusk pukající 2 chlopněmi a obsahující 1 až mnoho semen. Semena jsou velká, zploštělá.

## Rozšíření
Rod Baikiaea zahrnuje 7 druhů a je rozšířen v tropické Africe. Většina druhů roste v tropických deštných lesích západní a středozápadní rovníkové Afriky. Výjimkou je druh Baikiaea plurijuga, rostoucí v suchých savanových lesích na píscích Kalahari a často vytvářející souvislé řídké či hustší porosty, označované jako Baikiaea woodland a Baikiaea forest. Některé druhy tvoří jednu z dominantních složek tropických lesů rovníkové Afriky, např. B. insignis v oblasti Minziro v Tanzanii, kde roste zejména ve společnosti stromů z rodů datlovník (Phoenix), musaenda (Mussaenda), nohoplod (Podocarpus), Cassipourea, Citropsis, Heywoodia aj.
Druh B. insignis byl vysazován i v jiných částech tropů a roste zplaněle např. v Austrálii, Indii a Karibiku.

## Ekologické interakce
Druh Baikiaea plurijuga je do značné míry odolný vůči periodickým požárům vegetace.

## Taxonomie
Rod Baikiaea je v současné taxonomii čeledi bobovité řazen do podčeledi Detarioideae. V minulosti byly všechny rody této podčeledi součástí podčeledi Caesalpinioideae či samostatné čeledi Caesalpiniaceae.

## Význam
Druh B. plurijuga z oblasti Kalahari je významná dřevina, poskytující atraktivní, trvanlivé, tvrdé a těžké dřevo. Je sytě červenohnědé, s černými skvrnami či pásy. Používá se zejména na nábytek, podlahy, stavby a v průmyslu a je obchodováno pod názvem rhodesian teak. V Africe se toto dřevo používá např. na stavbu vagónů a na železniční pražce, domorodci z kmenů zhotovují dlabané kánoe. V rovníkové Africe je těžen též druh B. insignis subsp. minor, jehož dřevo je známo jako nkobakoba.